# Oldambt (regione)
L'Oldambt è una regione non amministrativa del nord-est dei Paesi Bassi, situata nella provincia di Groninga.
Da questa regione prende il nome l'omonimo comune.

## Geografia

### Collocazione
La regione dell'Oldambt si trova nella parte orientale della provincia di Groninga, tra le antiche regioni di Ommelanden e Westerwolde. Nella sua parte orientale è bagnata dalla baia di Dollard.

### Suddivisioni
L'Oldambt si suddivide a sua volta in due sub-regioni, il Klei-Oldambt e il Wold-Oldambt.

#### Comuni
Si trovano nella regione dell'Oldambt i seguenti comuni:
- Oldambt
- Bellingwedde (parte)
- Delfzijl (parte sud-orientale)
- Menterwolde (parte)

## Geologia
L'area si formò dopo le glaciazioni e conobbe le maggiori trasformazioni nell'Olocene.

## Storia
I primi insediamenti umani nella regione dell'Oldambt risalgono ad un'epoca compresa tra il 1000 a.C. e il 1000 d.C. Tuttavia non si conosce molto sulle popolazioni preistoriche della zona.
La popolazione dell'area crebbe in epoca merovingia e carolingia, quando si stabilì, tra l'altro, lungo l'Eems.
Nel 1230 fu fondato nell'Oldambt, segnatamente nel villaggio scomparso di Mentewolde (oggi Nieuwolda), un monastero cistercense.
Tra il XV secolo e l'inizio del XVI secolo, molte delle aree dell'Oldambt furono colpiti dalle indondazioni del Dollard e molti villaggi vennero abbandonati. La situazione migliorò però già alla fine del XVI secolo, quando la popolazione riuscì a "riprendersi" le proprie terre.